# 의거 (전한)
의거(義渠, ? ~ ?)는 전한 초기의 관료이다. '의거'는 이름자로, 성씨는 알 수 없다.

## 행적
고제 5년(기원전 202년), 정위에 임명되었다.

## 출전
- 반고, 《한서》권19하 백관공경표 下

|  | 전한의 정위 기원전 202년 ~ ? | 후임 공상불해 (대행) |